# Coccobius curtifuniculatus
Coccobius curtifuniculatus är en stekelart som beskrevs av Huang 1994. Coccobius curtifuniculatus ingår i släktet Coccobius och familjen växtlussteklar. Inga underarter finns listade i Catalogue of Life.